# Al-Mansur Ali II.

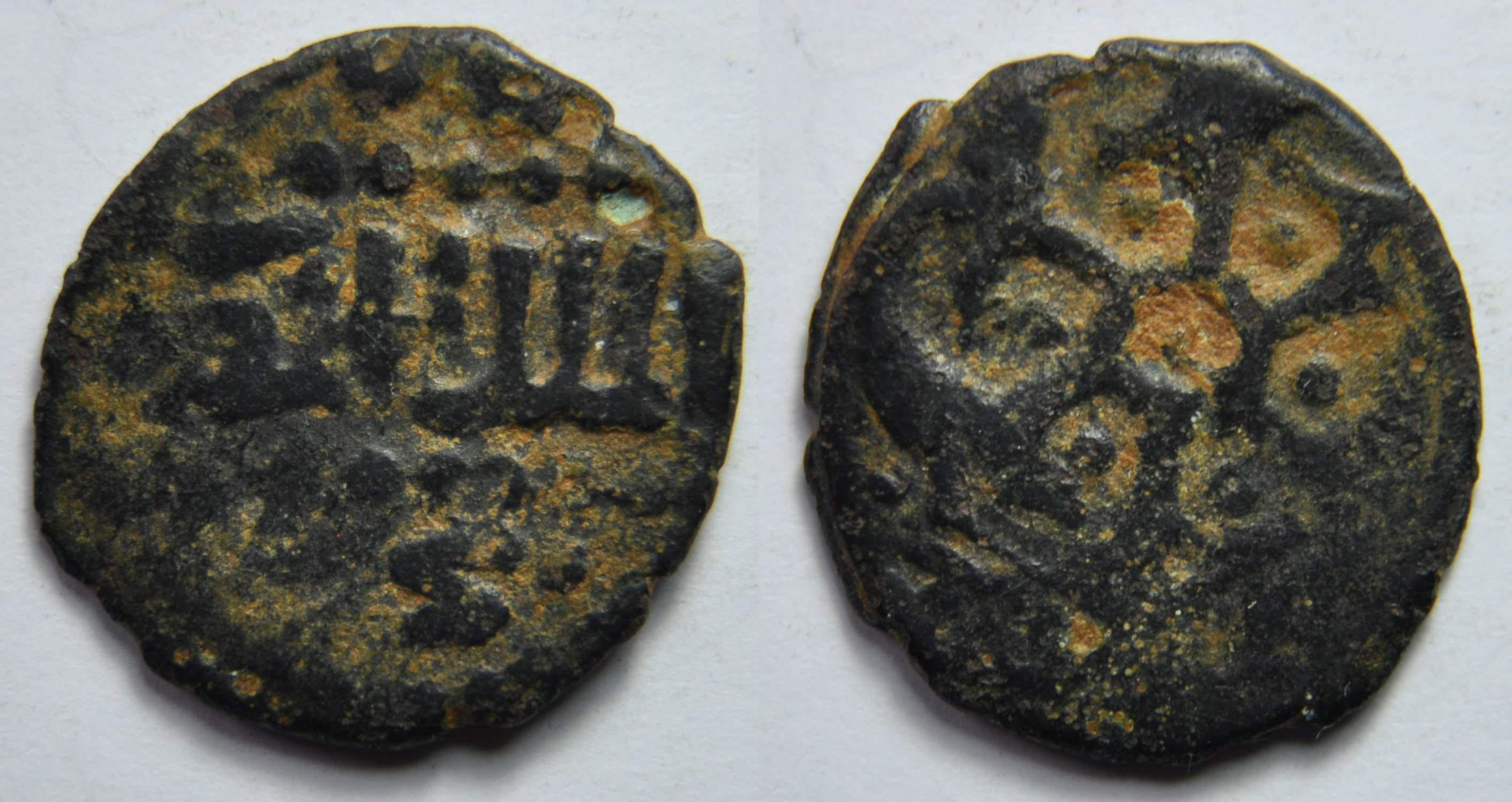
Eine bronzene Fals-Münze von Al Mansour Ala al din Ali, Bahrit-Sultan der Mamluken (AH 778-783 / 1376-1381 AD), ausgegeben in Hamah. A / Inschrift R / Tetralobe Größe: 18 mm Gewicht: 2,1 g.

Al-Malik al-Mansur Ala ad-Din Ali (II.) ibn Schaban (arabisch الملك المنصور علاء الدين علي بن شعبان, DMG al-Malik al-Manṣūr ʿAlāʾ ad-Dīn ʿAlī b. Šaʿbān; * vor 1377; † 1382 in Ägypten) war von 1377 bis zu seinem Tod 1382 Sultan der Mamluken in Ägypten.
Nach der Ermordung Sultan al-Aschraf Schabans im März 1377 wurde dessen noch im Kindesalter befindlicher Sohn Ali von den Mördern seines Vaters auf den Thron gesetzt. Die Macht im Land lag nach wie vor bei den einst von Emir Yalbugha rekrutierten Mamluken-Emiren. In diesen Jahren bekämpften sich immer wieder kleine, undisziplinierte Horden einzelner Emire in den Straßen Kairos. In Syrien war der Vizeregent von Damaskus, Taschtimur al-Alai (al-ʿAlāʾī), die dominierende Figur. Dieser hatte unter Sultan Schaban II. noch das Amt des dawadar (etwa „Träger der königlichen Schreibutensilien“) ausgeübt, bis er aufgrund der Verwicklung in eine vorzeitig aufgedeckte Verschwörung gegen den Sultan in Ungnade gefallen war. Der bereits einflussreiche Emir und spätere Sultan Barquq steigerte seine Macht noch, indem er Taschtimurs Tochter ehelichte. Im Jahr darauf intrigierte er gemeinsam mit Mamluken seines Schwiegervaters gegen den Damaszener Vizeregenten und setzte diesen gefangen. Im Jahr 1376 wurde er zum Atabeg (Oberbefehlshaber) der Armee ernannt und verhaftete und tötete seinen einstigen Verbündeten, Emir Barak, den Anführer der Yalbugha-Mamluken.
Normalerweise wird der Beginn der tscherkessischen Burdschi-Dynastie mit dem Jahr 1382 angesetzt, aber tatsächlich kontrollierten Yalbughas Mamluken seit den 1360er Jahren die Staatsgeschäfte und der Tscherkesse Barquq war seit 1376 in allem nur dem Namen nach noch nicht Sultan. Als al-Mansur Ali im Mai 1382 an einer Krankheit starb, ersetzte ihn Barquq durch einen anderen Nachkommen aus der Dynastie Qalawuns, den minderjährigen as-Salih Haddschi II.